# Bahnstrecke Nördlingen–Wemding
| |                      |                                                      |                                                      |
| Streckennummer: | 5332                 |                                                      |                                                      |
| Kursbuchstrecke (DB): | ex 884               |                                                      |                                                      |
| Kursbuchstrecke: | 411f (1946)          |                                                      |                                                      |
| Streckenlänge: | 17,317 km            |                                                      |                                                      |
| Spurweite: | 1435 mm (Normalspur) |                                                      |                                                      |
| Streckengeschwindigkeit: | 60 km/h              |                                                      |                                                      |
| |                      |                                                      |                                                      |
| \| \| \| von Donauwörth \| \| \| \| 0,00 \| Nördlingen \| Nördlingen \| \| \| \| nach Stuttgart-Bad Cannstatt \| \| \| \| \| nach Dombühl \| \| \| \| 1,60 \| nach Pleinfeld \| nach Pleinfeld \| \| \| 2,80 \| Anschluss Sped. Döderlein/Roman Mayer Logistik Group \| Anschluss Sped. Döderlein/Roman Mayer Logistik Group \| \| \| 4,36 \| Löpsingen \| Löpsingen \| \| \| 6,20 \| Eger \| Eger \| \| \| 6,54 \| Deiningen (b Nördlingen) \| Deiningen (b Nördlingen) \| \| \| \| Anschluss Einsatzflugplatz 1935–45 \| \| \| \| \| Anschluss Braunkohlengrube 1920–22 \| \| \| \| 10,33 \| Fessenheim \| Fessenheim \| \| \| 10,70 \| Wörnitz \| Wörnitz \| \| \| 11,73 \| Muttenau \| Muttenau \| \| \| 16,29 \| Wildbad-Wemding \| Wildbad-Wemding \| \| \| 17,32 \| Wemding \| Wemding \| \| \| \| Anschluss Kalkwerk \| \| |                      |                                                      |                                                      |
| Strecke |                      | von Donauwörth                                       | von Donauwörth                                       |
| Bahnhof | 0,00                 | Nördlingen                                           | Nördlingen                                           |
| Abzweig geradeaus und nach links |                      | nach Stuttgart-Bad Cannstatt                         | nach Stuttgart-Bad Cannstatt                         |
| Abzweig geradeaus und nach links |                      | nach Dombühl                                         | nach Dombühl                                         |
| Abzweig geradeaus und nach links | 1,60                 | nach Pleinfeld                                       | nach Pleinfeld                                       |
| Abzweig ehemals geradeaus und nach links | 2,80                 | Anschluss Sped. Döderlein/Roman Mayer Logistik Group | Anschluss Sped. Döderlein/Roman Mayer Logistik Group |
| Haltepunkt / Haltestelle (Strecke außer Betrieb) | 4,36                 | Löpsingen                                            | Löpsingen                                            |
| Brücke über Wasserlauf (Strecke außer Betrieb) | 6,20                 | Eger                                                 | Eger                                                 |
| Bahnhof (Strecke außer Betrieb) | 6,54                 | Deiningen (b Nördlingen)                             | Deiningen (b Nördlingen)                             |
| Abzweig geradeaus und nach links (Strecke außer Betrieb) |                      | Anschluss Einsatzflugplatz 1935–45                   | Anschluss Einsatzflugplatz 1935–45                   |
| Abzweig geradeaus und nach links (Strecke außer Betrieb) |                      | Anschluss Braunkohlengrube 1920–22                   | Anschluss Braunkohlengrube 1920–22                   |
| Bahnhof (Strecke außer Betrieb) | 10,33                | Fessenheim                                           | Fessenheim                                           |
| Brücke über Wasserlauf (Strecke außer Betrieb) | 10,70                | Wörnitz                                              | Wörnitz                                              |
| Haltepunkt / Haltestelle (Strecke außer Betrieb) | 11,73                | Muttenau                                             | Muttenau                                             |
| Haltepunkt / Haltestelle (Strecke außer Betrieb) | 16,29                | Wildbad-Wemding                                      | Wildbad-Wemding                                      |
| Bahnhof (Strecke außer Betrieb) | 17,32                | Wemding                                              | Wemding                                              |
| Betriebs-/Güterbahnhof Streckenende (Strecke außer Betrieb) |                      | Anschluss Kalkwerk                                   | Anschluss Kalkwerk                                   |

Die Bahnstrecke Nördlingen–Wemding ist eine ehemalige Stichbahn im Nördlinger Ries im bayerischen Regierungsbezirk Schwaben. Die Strecke war 17,3 km lang, weiterhin führte vom Bahnhof Wemding noch ein 1,5 km langes Gleis zu einem Kalkwerk.

## Geschichte

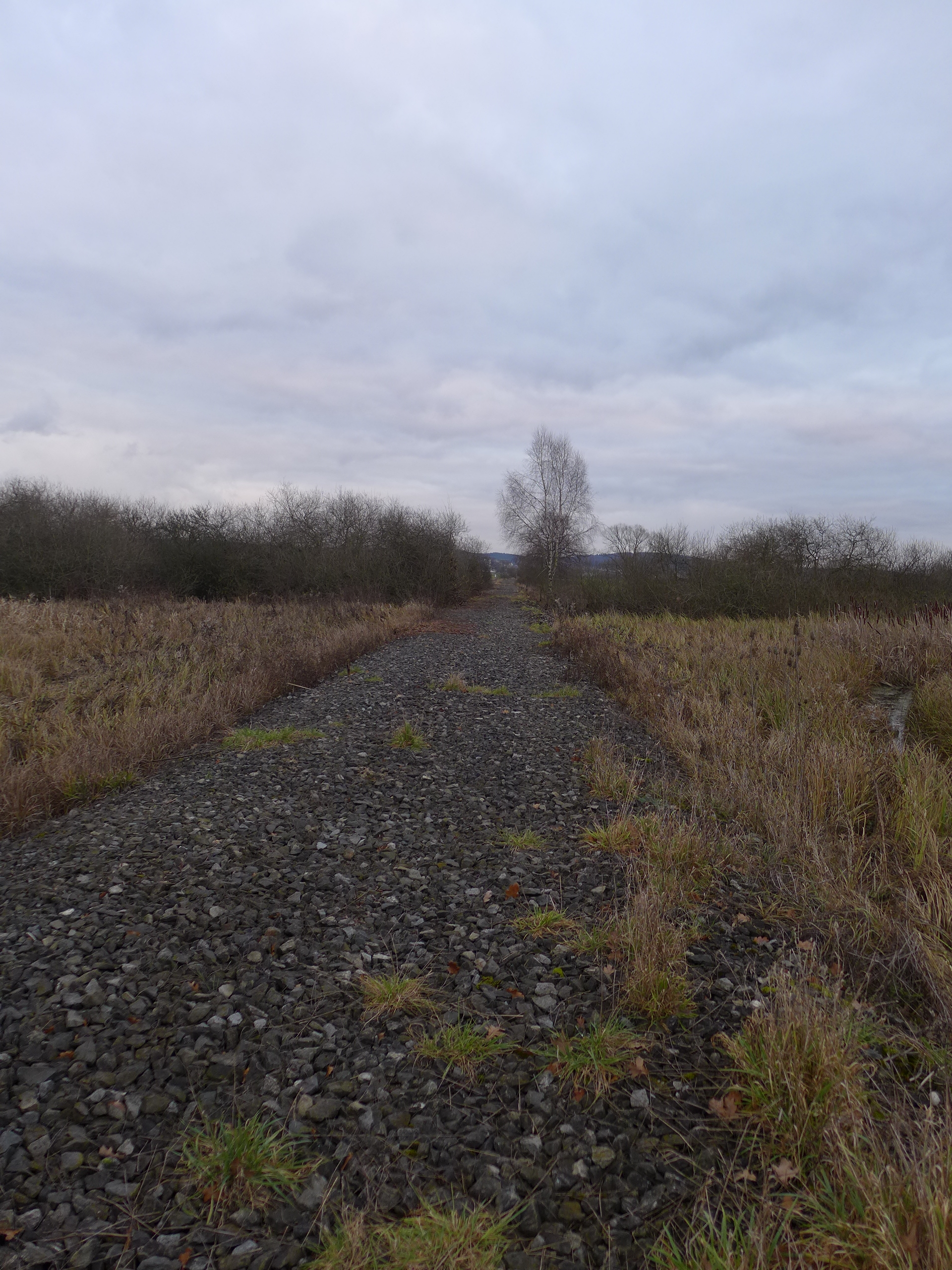
Stillgelegte Bahnstrecke Nördlingen-Wemding

Die Strecke wurde am 4. Oktober 1903 durch die Bayerische Staatsbahn eröffnet. Eine Aufgabe der Bahn war die Abfuhr von im mittleren Ries geförderter Braunkohle. Die Bahn bekam von den Nördlingern den Spitznamen „Wemde-Hans“.
Um 1918 wurde eine große Anzahl von Bohrungen im Gebiet um Möderhof niedergebracht (1858–1877 hatte es bereits Versuchsbohrungen u. a. um Nördlingen, Pfäfflingen, Bettendorf und Heuberg gegeben), um nach Bodenschätzen zu suchen. Im damaligen Riessee entstanden Braunkohleschichten, die abgebaut werden sollten, um das Kalkwerk in Wemding zu beliefern. Es fand sich neben der Kohle eine ca. 1 m mächtige Tonschicht. Es bestand das Vorhaben diesen Ton zur Herstellung beispielsweise von Dachziegeln abzubauen. Im Jahr 1920 wurde mit dem bergmännischen Abbau begonnen, wozu ein hölzerner Förderturm mit -schacht und ein Wetterschacht, der zum Aus- und Einfahren der Belegschaft diente, angelegt wurden. Die Stromerzeugung erfolgte mittels einer Lokomobile, die in einer Holzhalle untergebracht war, eine Wohnbaracke (auch als Büro genutzt) war außerdem vorhanden, des Weiteren wurde ein 250 m langes Anschlussgleis von der Bahnstrecke bei Deiningen Richtung Möderhof zum Braunkohlenbergwerk „Mariengrube“ verlegt. Bereits im August 1922 wurde der Abbau jedoch wieder eingestellt. Der Grund lag in der zu geringen Fördermenge und Minderwertigkeit der Kohle, die einen zu hohen Schwefelgehalt aufwies.
Noch zweimal wurde das Projekt der Rieser Kohle ins Auge gefasst: von der NSDAP wurde im Jahr 1937 eine Anfrage von Fachleuten bei der Staatsregierung gestellt und um 1950 zur Herstellung von Chemiekohle, es wurde aber nichts mehr abgebaut. Der Grund, dass diese Projekte nicht weiter verfolgt wurden, lag in der Beschaffenheit der Vorkommen, die nur bruchstückhaft vorliegen und somit nicht kommerziell sinnvoll abbaubar sind.
In Deiningen war aus der Anfangszeit ein schlichtes Bahnhofsgebäude vorhanden, mit Bau des Flugplatzes wurde es 1936 neu errichtet und mit damals modernster Technik ausgestattet. Der Flugplatz Deiningen gehörte zur B-Schule Roth. Er erhielt ein 1,5 km langes Anschlussgleis.
Nachdem zu Ende der 1950er Jahre die Streckenhöchstgeschwindigkeit auf 60 km/h erhöht wurde, kam es ab den 70er Jahren zu Geschwindigkeitsbeschränkungen und einem Rückgang des Güter- und Personenverkehrs.

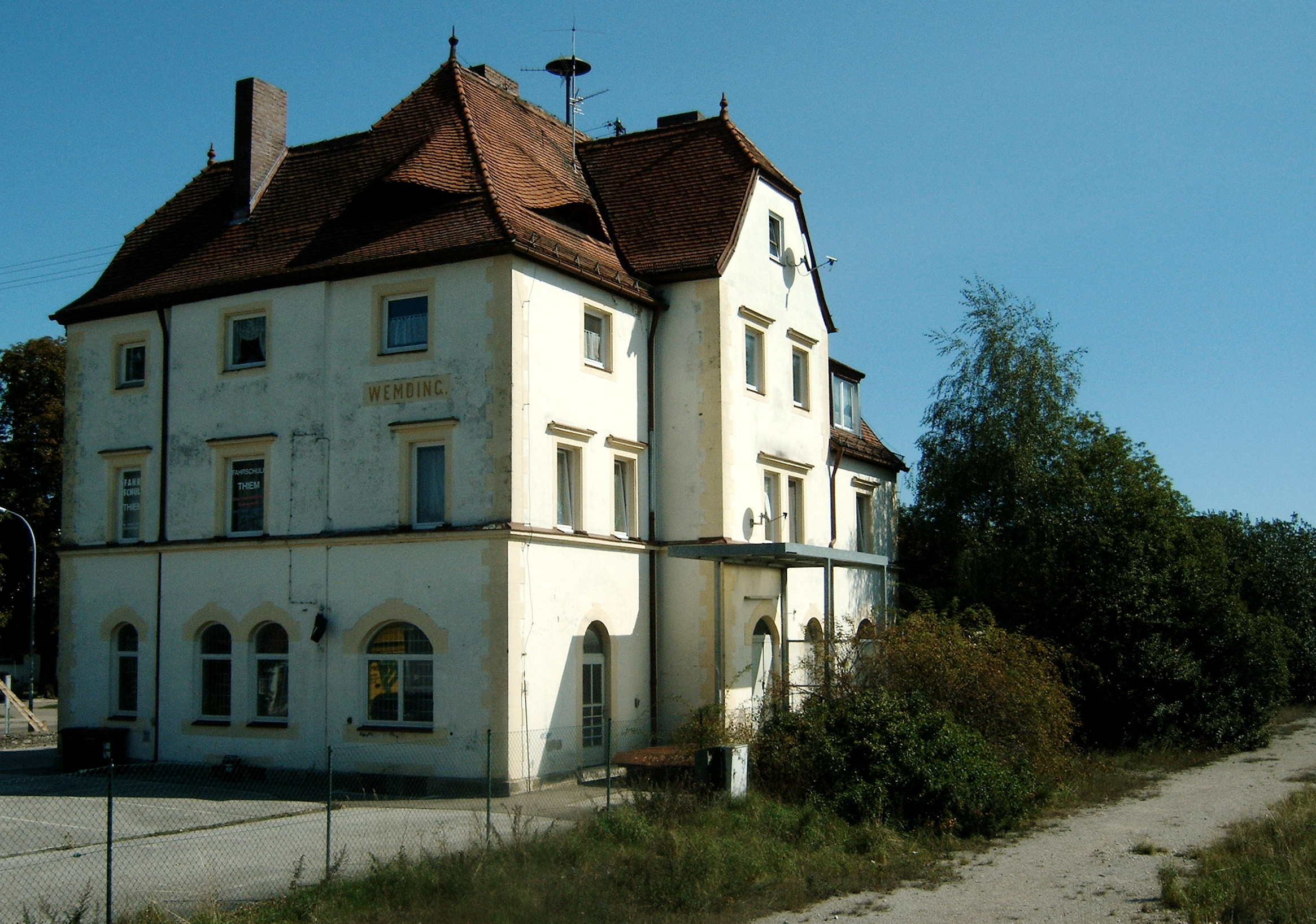
Bahnhof Wemding, 2006

Am 30. Mai 1981 wurde der Personenverkehr eingestellt. Formell stellte die Deutsche Bahn am 30. Juni 1995 die Verkehrsbedienung auch im Güterverkehr ein, die offizielle Stilllegung durch das Eisenbahn-Bundesamt erfolgte zum 1. Januar 1996. Lediglich ein Gleisanschluss bei Nördlingen wurde noch bis zum 30. Mai 2003 bedient.
Das Bayerische Eisenbahnmuseum führte in den folgenden Jahren gelegentliche Sonderfahrten mit Dampfzügen durch, bis die Strecke 2001 bei Nördlingen unterbrochen wurde. Seitdem wurden die Gleise abgebaut.
2005 hat die Schutzgemeinschaft Wemdinger Ried den Bahndamm in einem Abschnitt zwischen Fessenheim und Wemding aus dem Eigentum der Deutschen Bahn übernommen. Der Damm dient damit der Vernetzung von Trockenbiotopen im Rahmen des Programmes Natura 2000.
Die Spedition Döderlein errichtete ab 2011 ein neues Logistik-Zentrum in Nördlingen. Von dort werden insbesondere Produkte des Henkel-Konzerns/Schwarzkopf versandt. Das entfernte Gleis wurde bis 2013 wieder eingebaut. Es ist vor der Weiche zur Strecke von Gunzenhausen mit einer Gleissperre gesichert.